# Ludwig Fischer (NSDAP)
Ludwig Fischer, född 16 april 1905 i Kaiserslautern, död 8 mars 1947 i Warszawa, var en tysk promoverad jurist och SA-general. Under andra världskriget var han guvernör för distriktet Warschau i Generalguvernementet. 

## Biografi
Fischer blev medlem av NSDAP 1926 och SA 1929. Sistnämnda år disputerade han på avhandlingen "Die unterlassene Verbrechens-Anzeige" vid Erlangens universitet.
Efter Tysklands invasion av Polen i september 1939 och inrättandet av Generalguvernementet månaden därpå utnämndes Fischer till guvernör i distriktet Warschau (Warszawa). I december 1940 införde han dödsstraff för de judar som olovligen lämnade Warszawas getto.
I januari 1945 flydde Fischer från Warszawa, men greps i början av maj av amerikanska soldater. Han utlämnades året därpå till Polen och ställdes där inför rätta. I mars 1947 dömdes han till döden av Najwyższy Trybunał Narodowy (Högsta nationella domstolen) för krigsförbrytelser och avrättades genom hängning.

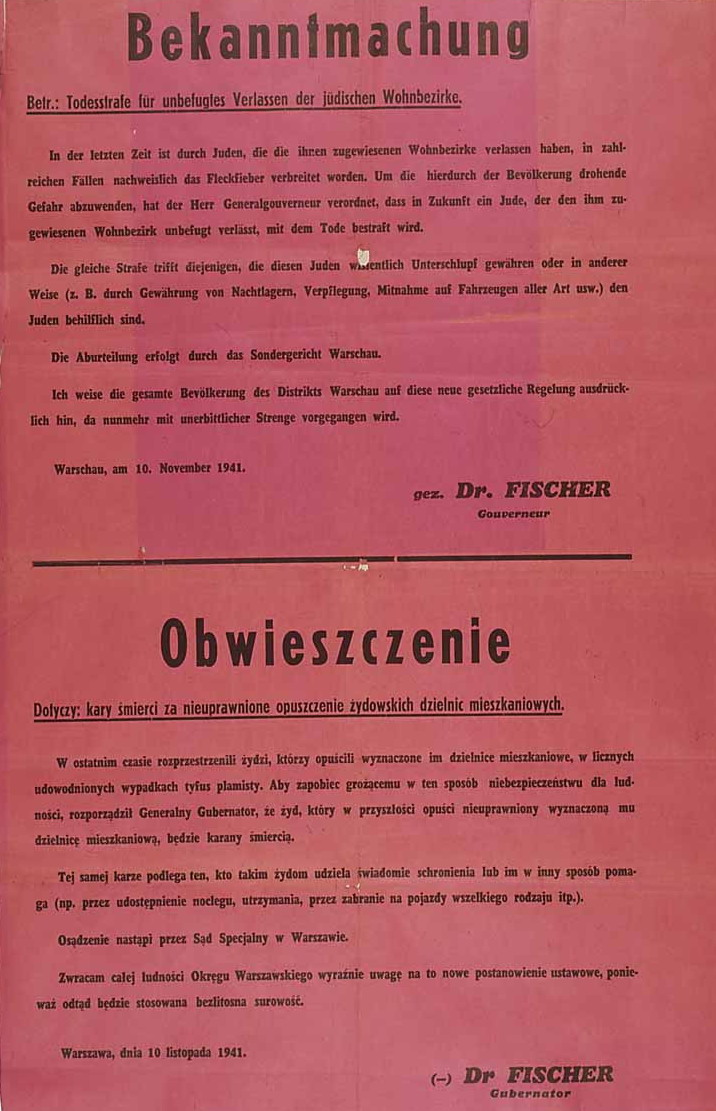
Kungörelse om dödsstraff för judar som grips utanför Warszawas getto och för alla som på något sätt hjälper judar.
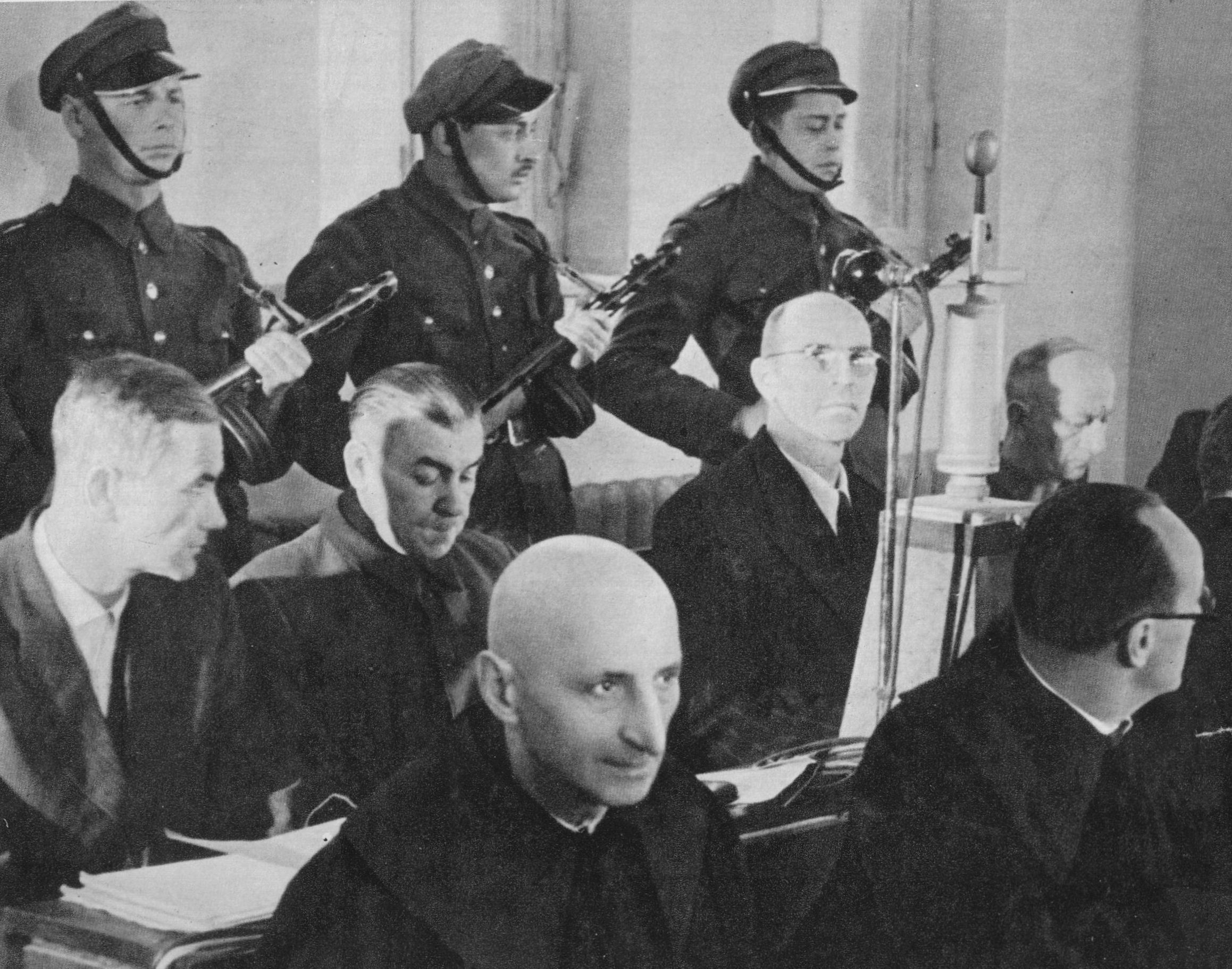
Fischer (andra raden, längst till vänster) inför rätta i Warszawa, 1947.